# Sequenchial
 (janvier 2023).
Si vous disposez d'ouvrages ou d'articles de référence ou si vous connaissez des sites web de qualité traitant du thème abordé ici, merci de compléter l'article en donnant les références utiles à sa vérifiabilité et en les liant à la section « Notes et références ».
Albums de Quench
Consequenchial
(2000)
Sequenchial est un album du groupe Quench sorti en 1994.

## Titres
Les dix titres de cet album sont :
1. Platform 9
2. Feel It
3. Theta State
4. Dreams (Original Mix)
5. Redemption
6. Global Harmony
7. Hope
8. Sounds for Jupiter
9. Redemption (Ambient)
10. Dreams (Crunched Up Mix)